# Cyprian Enweani
Cyprian Enweani, född 19 mars 1964, är en friidrottare från Kanada. Han deltog vid olympiska sommarspelen 1988.